# Искусство северо-западного побережья Северной Америки

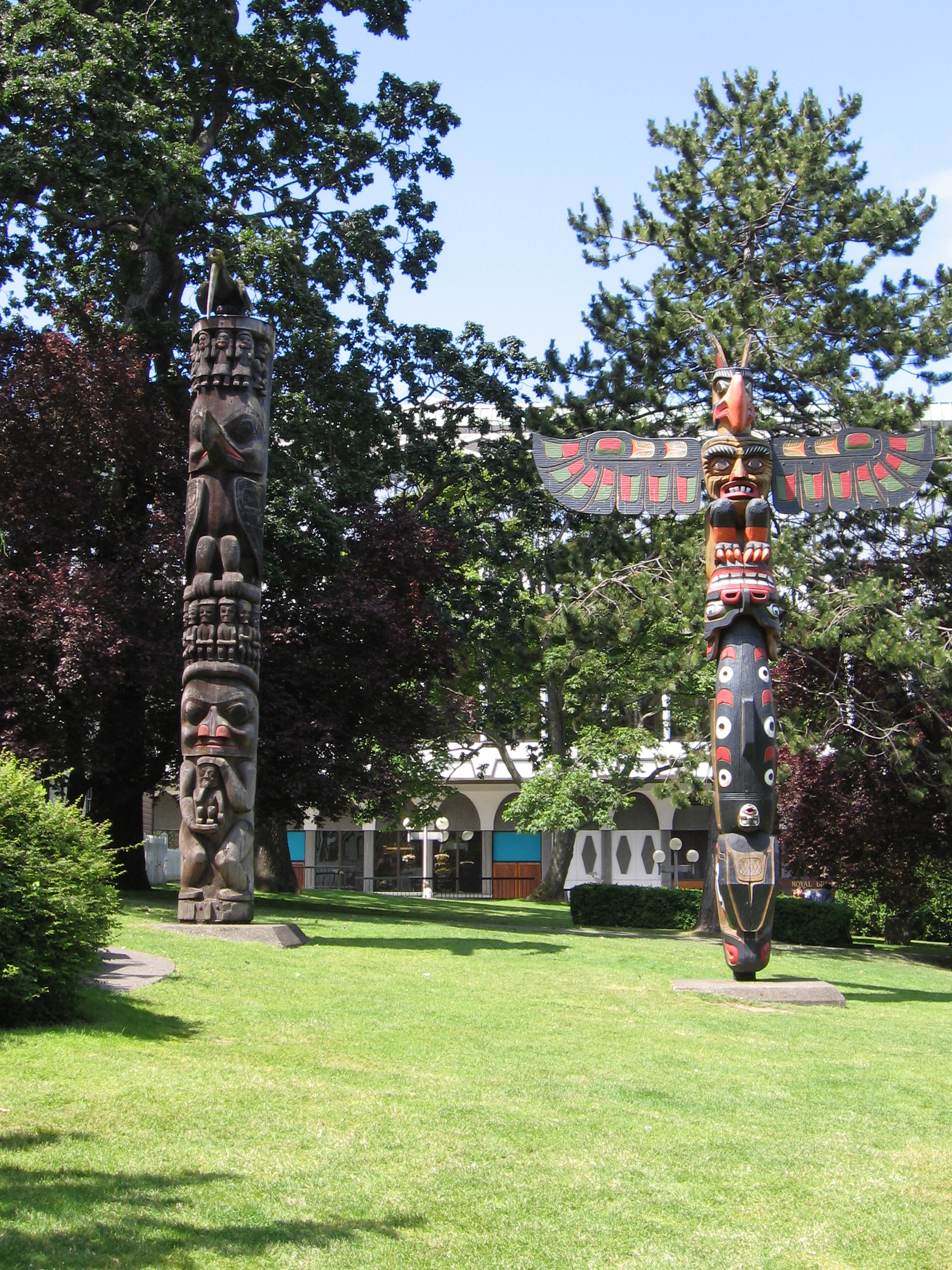
Тотемные столбы, один из видов искусства Северо-Западного побережья

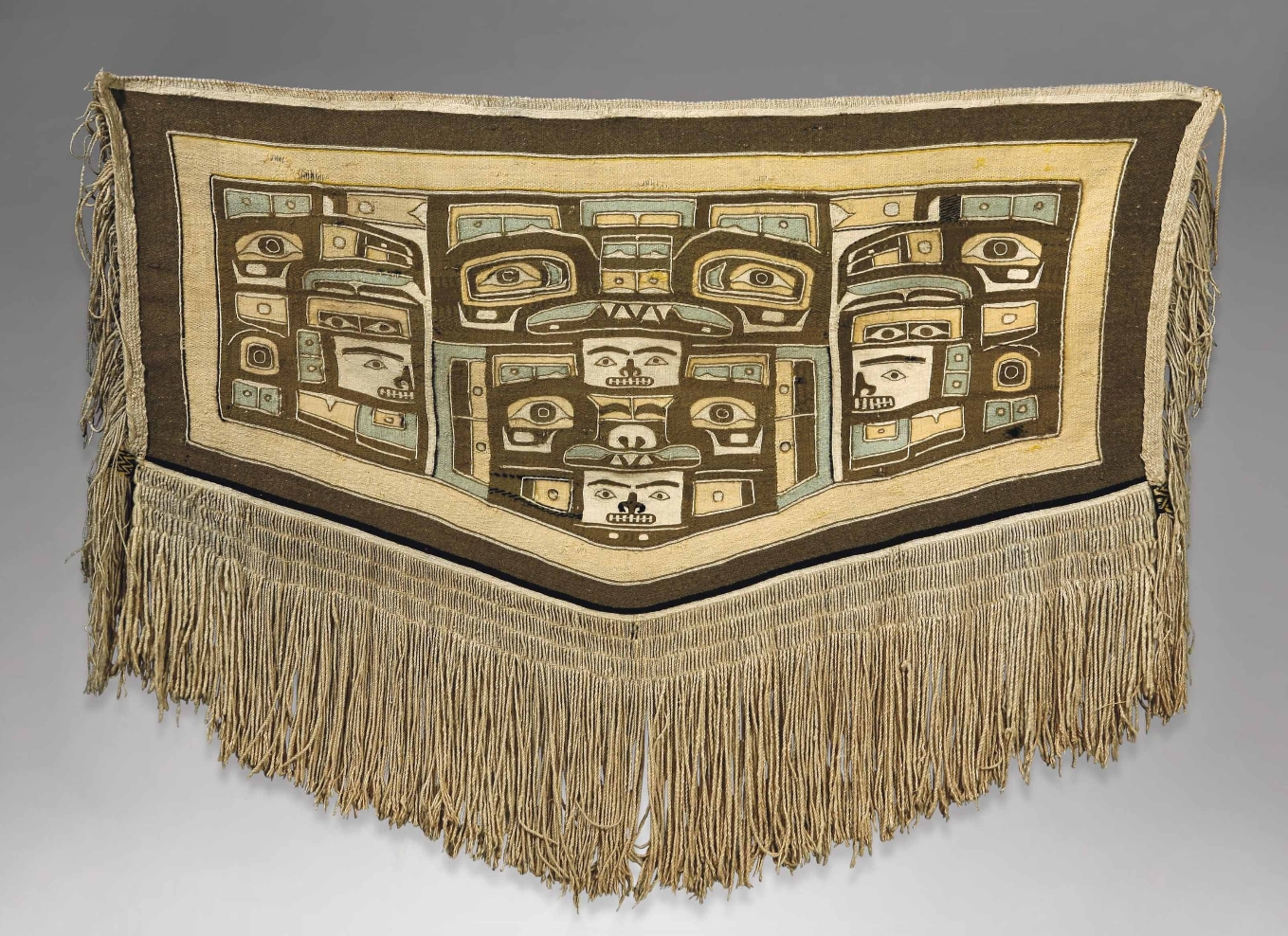
Мэри Эббетс Хант — Чилкатское плетение

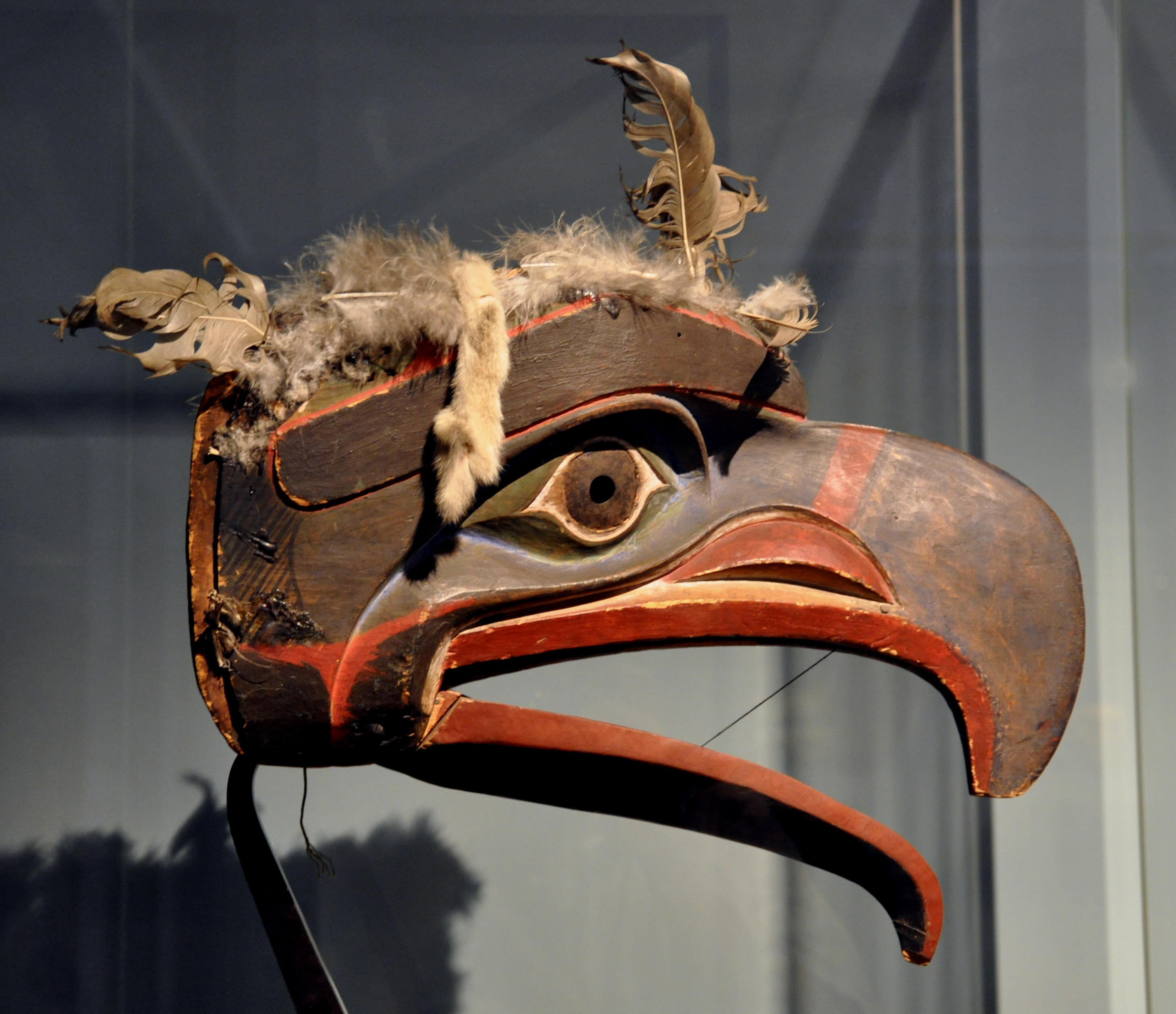
Маска орла из коллекции Музей Ритберга в Цюрихе, Швейцария

Искусство северо-западного побережья Северной Америки — художественный стиль, связанный с коренными народами северо-западного побережья Северной Америки, обычно включает в себя стили искусства, созданные художниками следующих этнических групп: тлинкиты, хайда, хейлцук, нуксалк, цимшианы, квакиутл, нутка и других.

## Отличительные характеристики

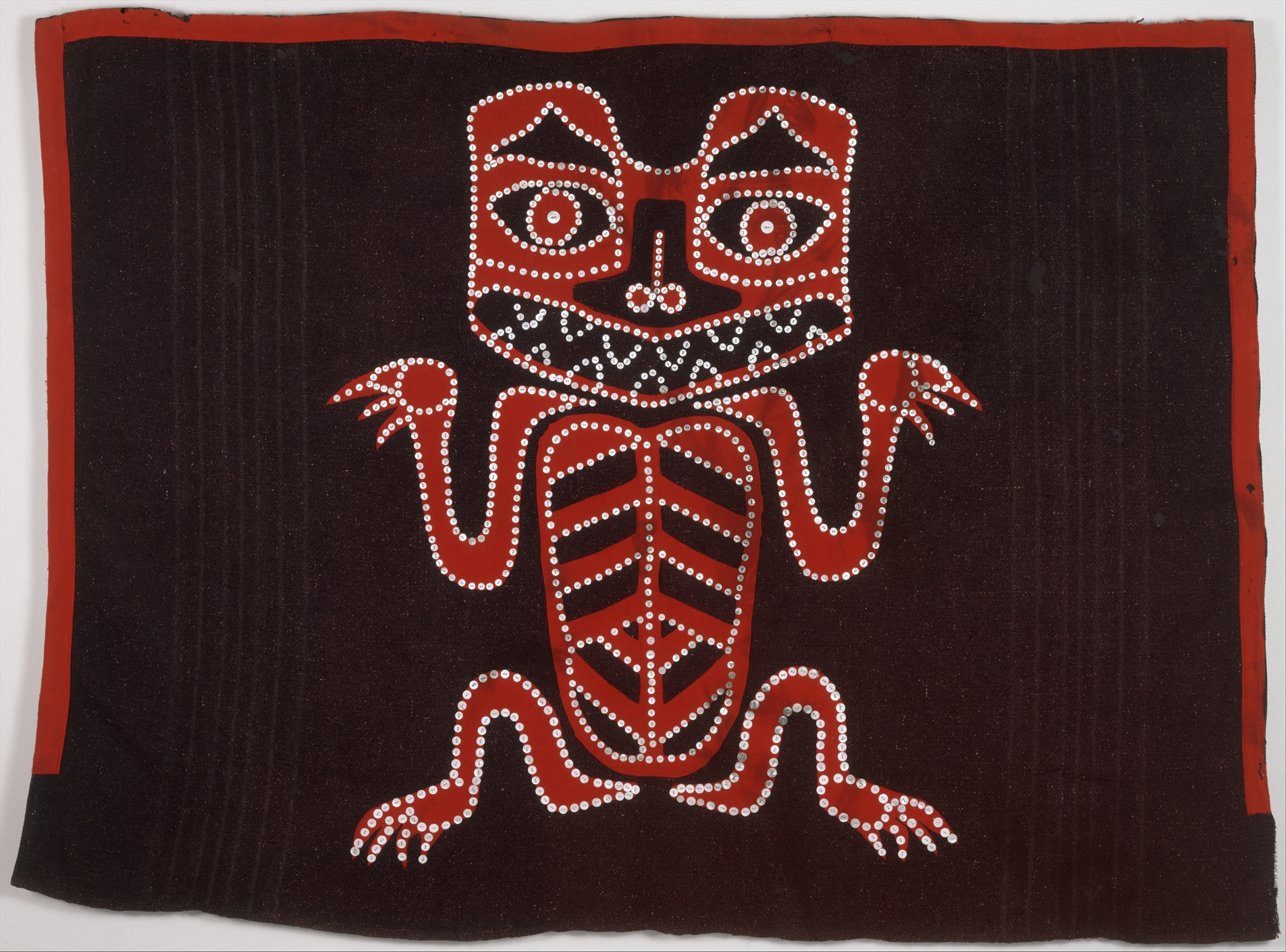
Одеяло с жемчужной вышивкой (народность хайда)

Двумерное искусство северо-западного побережья отличается использованием характерных линий и U-образных и S-образных форм, называемых овоидами. До контактов с европейцами наиболее распространёнными материалами для нанесения рисунков были: дерево (чаще всего западный красный кедр, он же туя складчатая), камень и медь; после — начали использоваться также бумага, холст, стекло и драгоценные металлы. Наиболее распространёнными цветами являются красный и чёрный; художники народности квакиутл также использовали жёлтый.